# David Bisconti
David Bisconti (Rosario, 22 september 1968) is een voormalig Argentijns voetballer.

## Carrière
David Bisconti speelde tussen 1988 en 2002 voor Rosario Central, Yokohama Marinos, Universidad Católica, Badajoz, Gimnasia y Esgrima Jujuy, Avispa Fukuoka en Sagan Tosu.

## Argentijns voetbalelftal
David Bisconti debuteerde in 1991 in het Argentijns nationaal elftal en speelde 5 interlands, waarin hij 1 keer scoorde.